# Carboneras, Hidalgo
Carboneras är en ort i Mexiko.   Den ligger i kommunen Mineral de la Reforma och delstaten Hidalgo, i den sydöstra delen av landet, 90 km nordost om huvudstaden Mexico City. Carboneras ligger 2 454 meter över havet och antalet invånare är 1 670.
Terrängen runt Carboneras är kuperad åt nordost, men åt sydväst är den platt. Runt Carboneras är det mycket tätbefolkat, med 1 135 invånare per kvadratkilometer. Närmaste större samhälle är Pachuca de Soto, 4,2 km nordväst om Carboneras. Omgivningarna runt Carboneras är i huvudsak ett öppet busklandskap.